# Europa delle Nazioni
Europa delle Nazioni (in inglese: Europe of Nations - EN; in francese: Europe des Nations - EDN) è stato un gruppo parlamentare al Parlamento Europeo attivo tra il 1994 e il 1996. 
Esso comprendeva partiti che si richiamavano all'euroscetticismo. Alla sua fondazione constava di 19 membri, di cui facevano parte:
- il Movimento per la Francia (13 seggi);
- il Partito Politico Riformato (2 seggi);
- il Movimento di Giugno (2 seggi);
- il Movimento Popolare contro l'UE (2 seggi).

Nel 1996 assunse la denominazione di Indipendenti per l'Europa delle Nazioni.
Nel 1999 diede luogo ad un nuovo gruppo parlamentare, l'Europa delle Democrazie e delle Diversità (nel 2004 divenuto Indipendenza e Democrazia).